# Etemenanki
Etemenanki (du sumérien É.TEMEN.AN.KI, « la maison-fondement du ciel et de la terre ») est une tour à étages ou ziggurat dédiée au dieu Marduk à Babylone, construite au nord du temple dédié à ce dieu, l'Esagil. Sans doute érigée au XVIIIe siècle av. J.-C. sous le règne de Hammurabi ou d'un de ses successeurs, elle connaît plusieurs phases de reconstruction, la dernière étant conduite par Nabopolassar (625-604 av. J.-C.) et son fils Nabuchodonosor II (605-562 av. J.-C.). 
Il ne subsiste plus rien de l'édifice, à l'origine haut de sept étages, hormis les restes de sa base. Plusieurs textes fournissent des informations sur son aspect, mais leur interprétation est discutée. De ce fait, aucune des propositions de reconstitution de l'aspect de la tour ne fait l'objet d'un consensus.

## Les sources

### Les sources babyloniennes
Conservée au musée du Louvre, la tablette dite « de l’Esagil », datée de 229 av. J.-C. est la copie d’un document supposément rédigé au VIe siècle av. J.-C.. Une autre copie, plus fragmentaire, est conservée au British Museum. Il se présente comme l'exposé d'un problème mathématique, concernant des mesures architecturales. Comme son nom l'indique elle s'intéresse au temple de Marduk dans son ensemble, mais s'arrête essentiellement sur les mesures de la ziggurat de Babylone. C'est autant un texte métrologique que théologique : il donne les dimensions de l'édifice en partant des réalités, mais les modifie de manière à lui conférer des proportions idéales qui renvoient à sa fonction cosmologique. En effet il s'inscrit dans un cube parfait de 90 m de côté, ce qui correspond bien aux dimensions de sa base observées in situ, mais en revanche est peu réaliste pour l'élévation. Il donne les hauteurs des sept étages, en s'intéressant surtout à la base, ainsi qu'une description détaillée du temple haut. Il s'attarde donc surtout sur les fondations de l'édifice, reliées à la terre, et son sommet, qui s'élève vers le ciel, ce qui renvoie manifestement au rôle cosmique de la tour à étages.

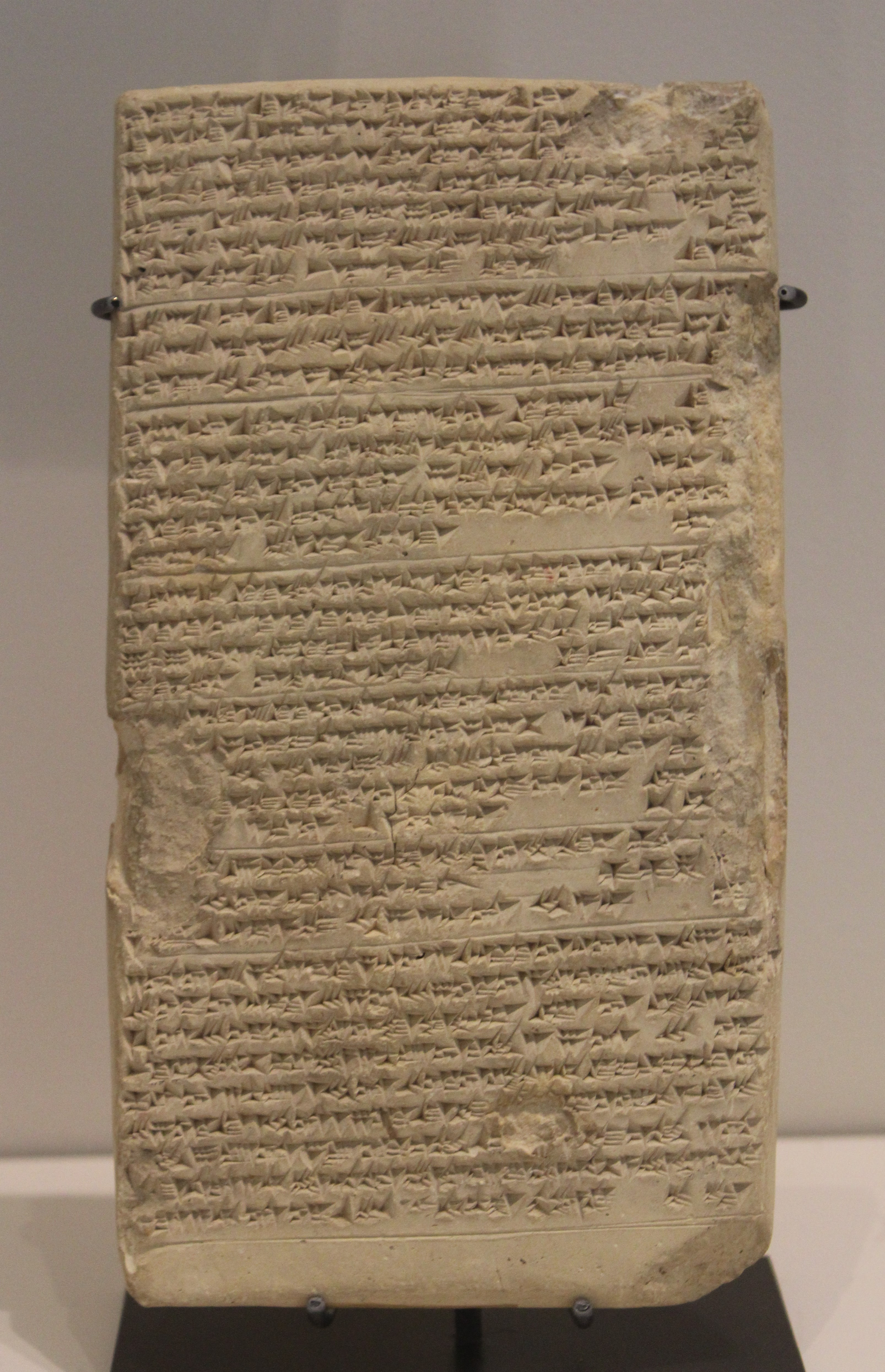
« Tablette de l'Esagil », version du musée du Louvre.
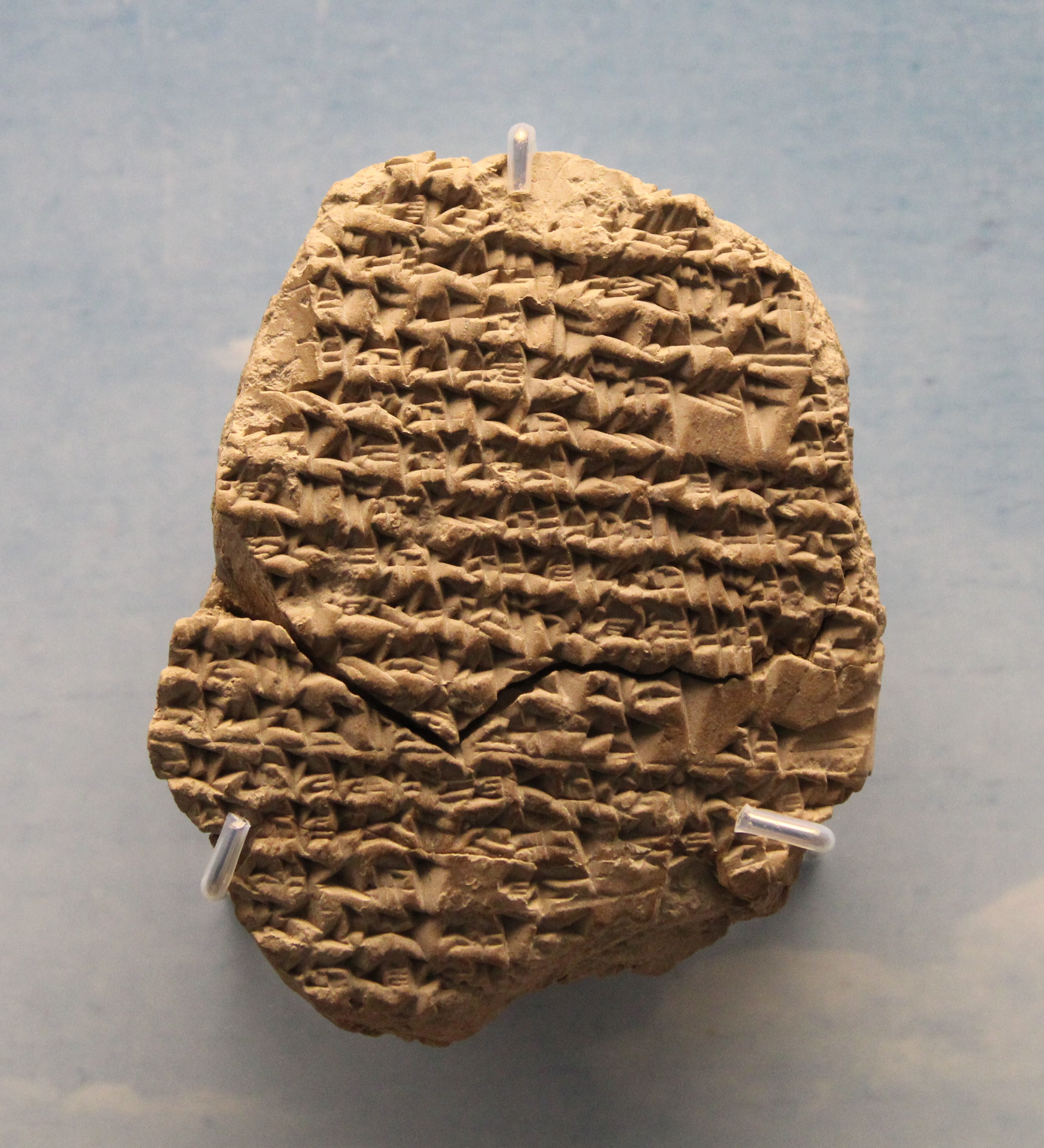
« Tablette de l'Esagil », fragment du British Museum.

Une autre source cunéiforme importante pour la reconstitution de l'aspect de l'édifice est une stèle de Nabuchodonosor II commémorant la reconstruction des ziggurats de Babylone et de Borsippa. De provenance inconnue, elle est conservée à la Collection Schøyen et n'a été publiée qu'au début du XXIe siècle. Elle représente le roi devant un dessin en coupe de la ziggurat, ainsi qu'un plan du temple de son sommet. Une inscription courte identifie l'édifice comme étant Etemenanki. C'est donc un document exceptionnel complétant par des images les données de la Tablette de l'Esagil, et permettant des reconstitutions de l'aspect de l'édifice reposant sur des indications antiques plus précises.
En dehors de cela, Etemenanki est mentionnée dans des inscriptions royales assyriennes et babyloniennes, notamment celles commémorant ses reconstructions, ainsi que des textes mythologiques (Enūma eliš) et topographiques (Tintir = Babilu) concernant Babylone et sa théologie, et des listes de ziggurats.

### Les fouilles archéologiques

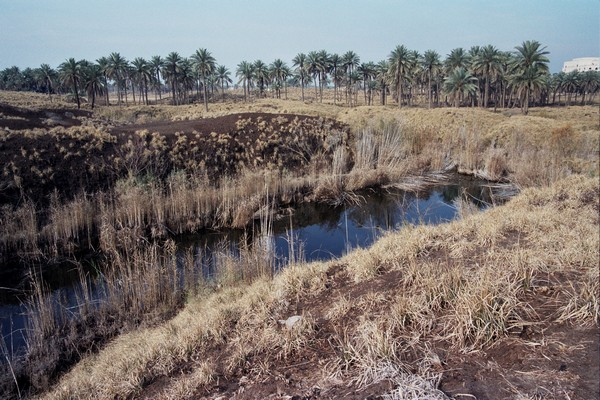
L'emplacement des ruines d'Etemenanki.

Les ruines d'Etemenanki se trouvent sur le site archéologique de Babylone (Babil en arabe), au lieu appelé Sahn (صحن « plat »), un espace plat et humide. Il ne reste plus que ses fondations, qui sont très dégradées car les briques cuites qui s'y trouvent sont de bonne qualité et ont été employées par les locaux : en 1886 certains d'entre eux ont repéré les briques en creusant des puits, et en ont extrait un grand nombre, en utilisant des pompes à eau pour accéder aux espaces immergés. 
Les premières fouilles régulières du site de Babylone ont lieu de 1899 à 1917. Elles sont accomplies par une équipe allemande dirigée par Robert Koldewey. Le site de la ziggurat est sondé en vue de fouilles en 1913 par F. Wetzel, qui relève ses dimensions et identifie son cœur de briques crues. Aucune fouille n'a lieu dans les années qui suivent. Des archéologues allemands reviennent sur le site entre 1957 et 1962 pour réaliser des fouilles courtes visant à clarifier des informations apportées par les premières campagnes. Dans ce contexte, Hansjorg Schmid conduit de nouvelles fouilles plus poussées en 1962, qui ont pour but de préciser les relevés de 1913 et de mettre en lumière l'histoire de l'édifice. 
L'enceinte de la ziggurat fait quant à elle l'objet de fouilles ponctuelles lors des premières campagnes allemandes par F. Wetzel et lors de la seconde série de campagnes par H. Lenzen.
Les connaissances archéologiques d'Etemenanki peuvent être complétées par l'apport des fouilles d'autres ziggurats mieux conservées, en particulier la ziggurat de Borsippa (Birs Nimrud), qui a également été reconstruite par Nabuchodonosor II et présente de nombreuses similitudes architecturales avec elle.

### Les sources grecques
Hérodote (Ve siècle av. J.-C.), historien grec (484-406 av. J.-C.), donne une description de la tour (I, 182-183), qu'il présente de manière fantaisiste comme une tour de forme hélicoïdale, ce qui indique qu'il s'agit d'une description faite par ouï-dire :

« On voit au milieu une tour massive qui a un stade tant en longueur qu’en largeur ; sur cette tour s’en élève une autre, et sur cette seconde encore une autre, et ainsi de suite : de sorte que l’on en compte jusqu’à huit. On a pratiqué en dehors des degrés qui vont en tournant, et par lesquels on monte à chaque tour. Au milieu de cet escalier on trouve une loge et des sièges, où se reposent ceux qui montent. Dans la dernière tour est une grande chapelle ; dans cette chapelle un grand lit bien garni, et près de ce lit une table d’or. On n’y voit point de statues. Personne n’y passe la nuit, à moins que ce ne soit une femme du pays, dont le dieu a fait choix, comme le disent les Chaldéens, qui sont les prêtres de ce dieu. Ces mêmes prêtres ajoutent que le dieu vient lui-même dans la chapelle, et qu’il se repose sur le lit. Cela ne me paraît pas croyable. »

— Hérodote (trad. Pierre-Henri Larcher), Histoires.
Diodore de Sicile, historien du Ier siècle av. J.-C., évoque la tour (II, 9) alors qu'elle n'est plus qu'un tas de ruine, mais que le souvenir de sa splendeur passée est encore dans les mémoires. Il précise que c'est un lieu qui servait pour l'observation des astres.

## Historique
Etemenanki pourrait avoir été construite par Hammurabi de Babylone (1792-1750 av. J.-C.), le principal artisan de la montée en puissance du royaume babylonien, qui dit dans son célèbre Code que le sanctuaire de Marduk dont elle fait partie, l'Esagil, a des « fondements (...) aussi solides que ceux du ciel et de la terre », ce qui renvoie au sens du nom Etemenanki. Mais il n'y a aucune preuve décisive en ce sens, les travaux entrepris par les rois babyloniens de cette époque à Babylone même étant très peu documentés. Mais étant donné qu'on sait par des inscriptions retrouvés dans des cités voisines comme Kish et Sippar que Hammurabi et son fils Samsu-iluna y ont construit des ziggurats, les spécialistes estiment qu'il est peu probable qu'ils n'en aient pas construits une dans leur capitale pour le dieu Marduk. Les plus anciennes traces écrites de la tour de Babylone se trouvent dans une liste qui pourrait remonter à l'époque kassite (v. 1350-1150), et les textes post-kassites célébrant l'aspect sacré de Babylone et la grandeur de son dieu Marduk, le récit mythologique Enuma Eliš et le texte topographique Tintir = Babilu, datés du règne de Nabuchodonosor Ier (1125-1104) ou peu après. En l'absence d'inscriptions de fondation de ces périodes commémorant des restaurations de l'édifice, son histoire n'est pas connue. La question de savoir si le noyau et le manteau de briques crues identifiés lors des fouilles de l'édifice correspondent à l'état de la tour du IIe millénaire av. J.-C. est discuté (voir plus bas).
La première inscription royale mentionnant la ziggurat est celle du roi assyrien Sennachérib à Bavian, qui mentionne qu'il l'a détruite en même temps que les murailles et autres monuments majeurs de Babylone, lors de la répression d'une révolte en 689. L'ampleur de ces destructions est discutée, car il est possible que la propagande assyrienne les ait exagéré. En tout cas cela est suffisant pour que le roi assyrien suivant, Assarhaddon, entreprenant de restaurer Babylone dans une tentative de se concilier la région, ordonne la reconstruction d'Etemenanki ; une de ses inscriptions donne à l'édifice une base de 90 m de côté. Son fils et successeur Assurbanipal poursuit ces travaux,. Il est possible que les travaux n'aient pas été menés à leur terme en raison de la révolte qui secoue la Babylonie entre 652 et 648, se concluant par une nouvelle prise de la ville et des dégâts dont l'importance n'est pas déterminée.
L'état final de la ziggurat est dû à l'action des fondateurs de l'empire néo-babylonien, Nabopolassar (626-625) et son fils Nabuchodonosor II (605-562). Le premier évoque ses travaux dans une inscription qui évoque l'état de délabrement avancé de l'édifice, qui nécessite un chantier important. Plutôt que de supposer que la tour ait été détruite à nouveau lors de la prise de la ville en 648, il faudrait supposer selon A. R. George qu'elle n'avait pas été achevée par les rois assyriens, et aussi que des infiltrations d'eau de la nappe phréatique aient affaibli sa base (ce phénomène concerne une grande partie de Babylone à ce moment-là). Au minimum cela nécessite de consolider les fondations de l'édifice. Nabuchodosonor II complète ces travaux et lui donne son aspect final, en surélevant son manteau de briques et érigeant son temple haut couvert de briques à glaçure,.

« E-temen-anki, la ziggurat [de Babylone], dont Nabopolassar, le roi de Babylone, mon père qui m'a engendré, avait posé la plate-forme de fondation, et qu'il avait construite haute de 30 coudées [15 m], mais qu'il n'avait pas achevée jusqu'au sommet - Je m'attelai moi-même [à y travailler. De puissants] cèdres, qu'au Liban, leur forêt d'origine, j'avais coupé avec mes mains pures, j'assemblai en rangées pour ses poutres. Ka-nun-abzu, Ka-e-temen-anki, Ka-nun-hegal et Ka-unir, les grandes portes autour d'E-temen-anki, le passage de [...] E-temen-anki et Ka-[...], je les liai ensemble comme dans les jours anciens. »

— Extrait d'une inscription de Nabuchodonosor II, commémorant la reconstruction d'Etemenanki.
Une inscription fragmentaire du dernier roi de Babylone, Nabonide (556-539), indique qu'il entreprend des travaux de réfection du mur d'enceinte entourant Etemenanki.
Les fouilles d'Etemenanki ont identifié des traces de destruction et de démantèlement de la tour, notamment au niveau de son escalier méridional. Il est généralement estimé que l'édifice est détruit lors de la répression d'une révolte de Babylone par le roi perse Xerxès Ier en 484 et qu'il est délaissé après cela, car il n'apparaît plus dans la documentation textuelle, hormis les tablettes rituelles et savantes telles que la Tablette de l'Esagil qui préservent le souvenir d'une période passée. Mais il est également possible que cette disparition soit due au fait que les textes emploient désormais le terme Esagil pour désigner l'intégralité du sanctuaire de Marduk, ziggurat comprise. Il est au moins assuré que la ziggurat est dans un grand état de délabrement lorsque les Grecs d'Alexandre le Grand deviennent les maîtres de la région dans les dernières décennies du IVe siècle av. J.-C. Lorsque les Séleucides consolident leur pouvoir à Babylone et fondent une cité grecque dans la cité, ils emploient les débris de la tour pour ériger une colline artificielle dans la partie orientale de la ville, contre laquelle est construit un théâtre. Les ruines de la ziggurat servent de base à plusieurs édifices par la suite, notamment à l'époque Sassanide et au début de l'époque islamique,.

## Aspect et reconstitutions

### Situation

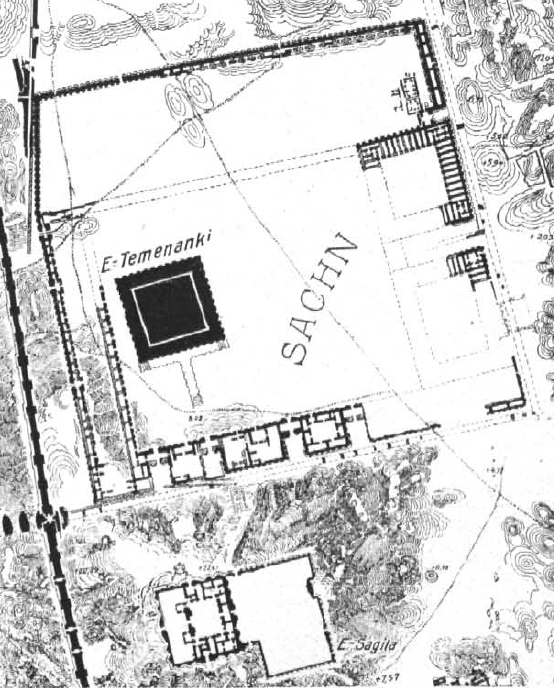
Plan des zones fouillées dans le complexe du dieu Marduk à Babylone : au sud l'Esagil, et au nord la ziggurat Etemenanki dans sa grande enceinte.

Etemenanki est située dans le vaste complexe sacré dédié au dieu Marduk, situé sur la rive gauche de l'Euphrate, dans le quartier appelé Eridu. Elle borde sur son côté est la Voie Processionnelle, la principale artère de la ville. Sur son côté nord se trouve le Palais Sud, et sur son côté sud le temple de Marduk, l'Esagil.
Le sanctuaire de Marduk est en effet constitué de deux ensembles principaux : au sud, le temple bas, l'Esagil (« Maison/Temple au sommet élevé »), édifice de grande taille dont seule une partie a été dégagée, qui comprenait la statue de culte de Marduk et de son entourage, ce qui en faisait le principal lieu de culte du royaume babylonien ; au nord la ziggurat avec son temple élevé, enserrée dans une enceinte d'environ 400 mètres de côté.
L'enceinte intérieure dans laquelle se trouve la ziggurat est constituée par un mur épais dont l'extérieur a un dispositif à pilastres et redans, et qui comprend plusieurs pièces. Des portes monumentales permettent l'accès à la grande esplanade au milieu de laquelle est construite la tour.

### Dimensions
Les relevés effectués lors des fouilles ont déterminé les dimensions d'Etemenanki. Sa base est carrée, d'environ 92 m de côté, plus précisément 92,52 × 91,66 m. L'escalier frontal commençait à 52 mètres de la facade et les marches subistantes mesurent 34 cm de giron et sont hautes de 17 cm. Les escaliers latéraux ont une largeur d'environ 6 à 8 m,.
Etemenanki aurait eu une hauteur de 90 mètres si on se fie à la Tablette de l'Esagil. Mais la fiabilité de ce texte est remise en cause, étant donné qu'elle semble donner des chiffres symboliques. En effet, la tablette sert à expliquer la fonction cosmologique de l'édifice et non à le décrire d'un point de vue architectural. Cela explique pourquoi la hauteur de la ziggurat de Babylone est discutée en dépit des sources disponibles, notamment parce qu'une hauteur de 90 mètres semble trop élevée par rapport à ce que peut supporter un édifice dont la base a des côtés de même longueur. Les dernières estimations sont moins hautes, autour de 60 mètres,.

### Matériaux et construction
La ziggurat est construite autour d'un noyau central quasi-carré de 61,15 m de côté, constitué de briques crues, de format 31 × 9 cm. Ce noyau est consolidé par des chaînages faits de troncs de palmiers. L'extérieur de l'édifice est constitué par un coffrage de briques cuites, liées par un mortier de bitume. Selon une inscription de Nabuchodonosor, l'édifice comprenait des « briques de pur lapis-lazuli », ce qu'il faut comprendre comme indiquant que son revêtement extérieur était composé de briques à glaçure bleue (similaires à celles qui décorent la porte d'Ishtar).
Les fouilles entreprises par H. Schmid en 1962 sont arrivées à la conclusion que le noyau de briques crues de 61 m de côté correspondait à la base de l'état primitif de la tour. Selon lui, ce serait les dimensions de la tour détruite par Sennachérib en 689, qui pourrait être les mêmes que celles de la tour originelle. Les restes d'une ceinture de briques de 73,50 m de côté qui la bordaient pourraient alors correspondre au revêtement extérieur de la reconstruction suivante, entreprise par Assarhaddon et Assurbanipal. Cela est discuté, car les autres spécialistes estiment que la ziggurat a déjà une base de 90 m à cette période. Il se pourrait que ces vestiges soient encore plus anciens, ou que la dernière restauration de l'édifice ait été précédée par l'enlèvement de son revêtement extérieur, dont les traces auraient alors disparu,,. En tout cas lors des travaux de l'époque de Nabopolassar et de Nabuchodonosor qui portent les dimensions de la base à plus de 91 m de côté, la tour préexistante a donc été ceinturée d'un nouveau massif et dotée de ses escaliers, avant la construction d'un nouveau temple sommital qui devait être situé au-dessus de l'ancien.
J. Vicari évalue que la ziggurat comprenait environ 36 millions de briques (mais cela dépend de la dimension qu'on lui attribue), pouvant être mis en œuvre selon lui par 1 200 hommes en 1 250 jours, calcul théorique dans la mesure où cet édifice est en fait une extension d'une ziggurat antérieure plus petite et n'a donc pas nécessité un tel travail. M. Sauvage a de son côté estimé qu'il aurait fallu environ 330 jours de travaux à 1 500 ouvriers (dont un bon millier de maçons) pour la construire, sans prendre en compte les autres matériaux (bois, roseaux) et l'intendance.

### Le temple élevé
Au dernier étage se dressait un temple. Les textes cunéiformes le désignent par le terme šahūru, ou plus rarement bīt ziqrat (« temple (litt. maison) de la ziggurat »).
La stèle de Nabuchodonosor II représentant la ziggurat avec son temple haut est accompagnée d'un plan de celui-ci. Selon la Tablette de l'Esagil, ce temple mesurait 25 × 24 mètres, et aurait atteint 15 mètres de hauteur. L'accès s'y faisait par des portes situées sur chacun de ses côtés, menant à six cellae (papāhu) disposées autour d'une cour centrale couverte. Les chapelles situées à l'est sont dédiées à Marduk, Nabû  et Tashmetu, celles situées à l'ouest à Ea et Nusku, celle du sud à Anu et Enlil conjointement. La chambre à coucher de Marduk est située à l'ouest, face à sa chapelle, et elle comprenait un escalier permettant de monter sur le toit du temple et donc au sommet de la ziggurat. 
Selon une inscription de Nabuchodonosor, ce temple fut bâti avec des poutres de cèdre, ses murs extérieurs étaient recouverts de briques à glaçure bleue. S'y trouvait aussi le riche mobilier des dieux, comme dans des cellae normales. La description d’Hérodote évoque également un riche mobilier.

### Reconstitutions
Sur la base des relevés de la mission allemande de 1897 complétés par la tablette de l'Esagil et la stèle d'Oslo, plusieurs propositions ont été faites,. La ziggurat était constituée de six terrasses empilées les unes sur les autres, la dernière servant de socle au temple haut, dont le toit constitue le septième étage de la tour. Pour prendre la proposition de J. Montero-Fenollos, le premier étage est haut de 18 m, les cinq étages suivants font chacun 6 m, et le temple haut s'élève sur 12 m, donc un total d'une soixantaine de mètres de haut. Deux rampes latérales permettaient d'accéder à la première assise. Des escaliers devaient relier entre elles les terrasses suivantes. Une rampe-escalier monumentale qui se dirigeait vers le centre de l'édifice, mais il ne peut être déterminé avec assurance à quel étage elle s'arrêtait : sa base, analysée sur place, s'élève suivant un angle qui permettrait d'atteindre le second étage voire plus s'il reste uniforme sur toute sa longueur ; mais si on suit la stèle de la Collection Schøyen, il irait seulement au premier étage.

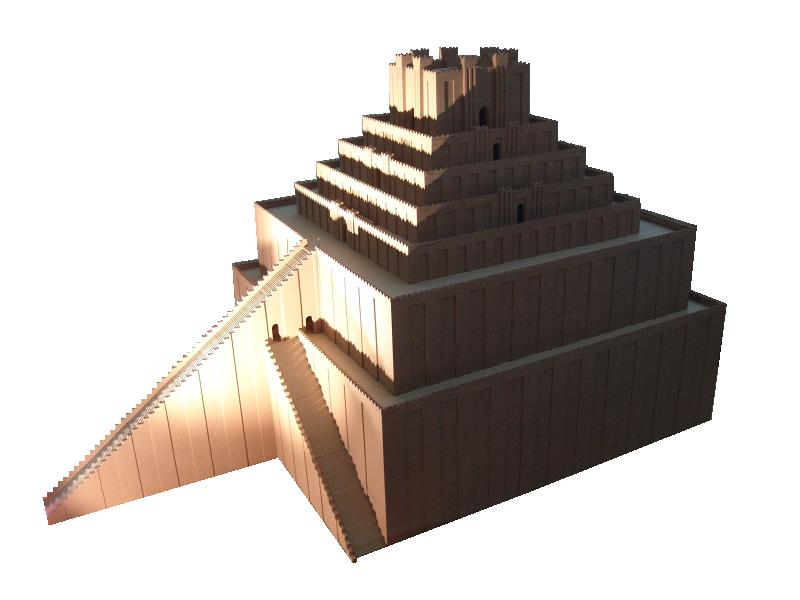
Maquette 3D proposant une reconstitution de la ziggurat Etemenanki de Babylone, Pergamon Museum.
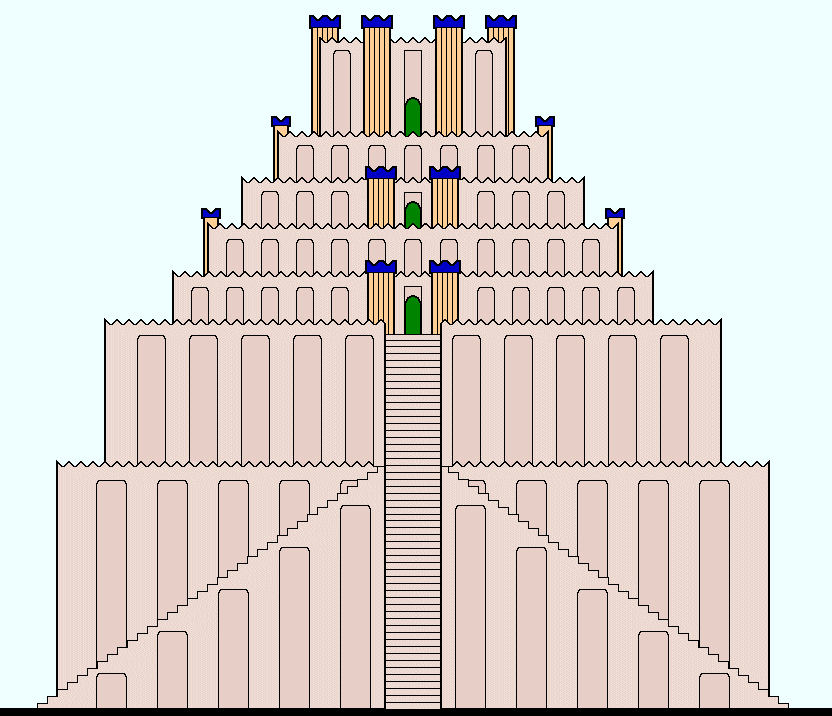
Proposition de reconstitution par Hansjörg Schmid, à partir de bases archéologiques.

## Fonction rituelle
On sait d'après la Tablette de l'Esagil que le temple haut comportait six cellae pouvant abriter les statues de plusieurs divinités : Marduk, Nabû et sa parèdre Tashmetu, Ea, Nusku, Anu et Enlil. En face de la cella de Marduk se trouvait une chambre comprenant son lit et son trône. 
Aucun texte ne mentionne le déroulement de rituels quotidiens ou courants dans le temple de la ziggurat, même si une telle chose a pu être supposée,. 
Des textes babyloniens trop fragmentaires pour être bien compris semblent évoquer des rituels ayant lieu dans le temple haut : des rituels auxquels participerait le roi, évoqués dans une inscription de Nabuchodonosor ; l'allumage d'un brasier lors d'un des rituels émaillant la fête kislimu ; un autre rite impliquant apparemment des images divines, ayant aussi lieu dans plusieurs temples de Babylone ; un calendrier cultuel mentionne un jour dédié à « Marduk et Zarpanitu de l'Etemenanki », donc probablement les manifestations du couple divin du temple du sommet de la ziggurat ; le commentaire mythologique et rituel surnommé Ordalie de Marduk semble aussi évoquer des rites ayant lieu sur la ziggurat de Babylone. En se fondant sur le texte d'Hérodote, il a aussi été proposé que des rites de type « mariage sacré » se déroulent dans le temple haut.
Il ressort donc de ces maigres témoignages que le temple haut d'Etemenanki n'a sans doute eu qu'une fonction rituelle mineure.

## Symbolique cosmologique
Le nom d'Etemananki, signifiant en sumérien « Temple/Maison-fondement du Ciel et de la Terre », lui octroie un rôle cosmologique. Une inscription du roi Nabopolassar relative à sa construction proclame ainsi : « Marduk, mon seigneur, me commanda au sujet d'Etemenanki, [...] d'assurer son fondement dans le sein du Monde inférieur et de faire rivaliser son sommet avec les Cieux ». Cela renvoie au récit de la Genèse qui raconte que les constructeurs de la Tour de Babel voulaient que son « sommet touche au ciel », et qu'elle soit une « porte des cieux ».
Selon ce qui ressort de divers textes, notamment mythologiques, les anciens Mésopotamiens pensaient que l'Unviers était constitué du Ciel (AN), et de l'ensemble constitué de la Terre et du Monde inférieur (KI), qui avaient été séparés au début des Temps par une divinité ou un groupe de divinité créatrices, dont l'identité variait suivant les traditions locales. Le Ciel était le lieu de résidence des divinités principales du panthéon mésopotamien, les Anunnaki, alors que le Monde inférieur est l'équivalent des Enfers. Entre les deux se trouve la surface terrestre, où vivent les humains. La ziggurat pourrait donc symboliser une sorte de lien entre les deux grandes parties constituant le Monde, voire un passage de l'un vers l'autre. L'Épopée de la Création (Enuma Eliš) babylonienne fait en tout cas de la ziggurat de Babylone le centre du Monde, sur le lieu où le dieu Marduk a créé le Ciel et la Terre après avoir vaincu la divinité primordiale Tiamat.
L'aspect cosmique de la tour se voit aussi dans ses dimensions idéales données par la Tablette de l'Esagil : avec une base de 91 mètres de côté, 1 ikû en mesures babyloniennes, et une hauteur qui fait également 91 mètres, elle est intégrée dans un cube de 91 mètres de côté. Elle est pensée comme l'image terrestre du Grand carré de Pégase, la constellation également appelée ikû (« champ ») en babylonien, qui est vue comme la contrepartie céleste de Babylone.

## La tour de Babel?
Le récit biblique (Genèse, 11) de la tour de Babel que les hommes tentaient d’élever jusqu’au ciel a depuis longtemps marqué les esprits, source d’inspiration pour bon nombre d’écrivains et d'artistes. Il est généralement considéré qu'Etemenanki a servi d'inspiration pour cet édifice légendaire, la tradition reliant la tour de Babel à Babylone, ville symbole de l'orgueil et de la démesure s'il en est.

## Dans la fiction
Dans le manga Angel Sanctuary  (1994-2000) de Kaori Yuki, l'Etemenanki est le nom donné à la « tour de la création », demeure scellée du Seigneur où se résout l'intrigue finale.
Dans le jeu vidéo Indiana Jones et la Machine infernale (1999) de LucasArts, Indiana Jones doit se rendre sur les ruines de la ziggurat pour espionner les Russes et découvrir ce qu'ils cherchent à Babylone.
En 2003, Patrick Banon a publié aux éditions Flammarion un roman historique intitulé Etemenanki.
Dans le jeu vidéo Civilization VI (2016), l’Etemenanki est une des merveilles que les joueurs peuvent construire.
Dans le jeu vidéo Ixion (2022), l'Etemenanki est une arche spatiale construite par les Nations unies afin de sauver le reste de l'humanité, après que la Terre soit devenue inhabitable.

### Sources
- (en) Andrew R. George, Babylonian Topographical Texts, Louvain, Leuven Departement Oriëntalistiek, coll. « Orientalia Lovaniensia Analecta », 1992.

### Babylone
- Béatrice André-Salvini, Babylone, Paris, Presses universitaires de France, coll. « Que sais-je ? », 2019
- Béatrice André-Salvini (dir.), Babylone, Paris, Hazan - Musée du Louvre éditions, 2008
- (en) Olof Pedersén, Babylon : The Great City, Münster, Zaphon, 2021 (lire en ligne)

### Etemenanki, ziggurats
- Pascal Butterlin, Histoire de la Mésopotamie : Dieux, héros et cités légendaires, Paris, Ellipses, 2019, « Tours à étages dans tous leurs états, tour de Babel, ziggurats et hautes terrasses », p. 201-221
- (en) Andrew R. George, « The Tower of Babel: Archaeology, history and cuneiform texts », Archiv für Orientforschung, vol. 51,‎ 2005-2006, p. 75–95
- (de) Hansjörg Schmid, Der Tempelturm Etemenanki in Babylon, Mainz am Rhein, Philipp Von Zabern, coll. « Baghdader Forschungen » (no 17), 1995
- Jacques Vicari, La Tour de Babel, Paris, Presses universitaires de France, coll. « Que-sais-je ? » (no 3555), 2000